# Val Valentino
Val Valentino (* 14. června 1956 Los Angeles) je americký kouzelník. Ve Spojených státech amerických je známý jako Masked Magician (Maskovaný mág).

## Kariéra
Kouzlení se věnuje od pěti let. V pubertě napodoboval a pak prozrazoval kouzla slavných kouzelníků. Na začátku 90. let 20. století pracoval v kasínu v Las Vegas. Vystoupil i v show Merva Griffina. V roce 1997 v masce účinkoval v pořadu televize Fox Magie kouzla zbavená.